# 미키 셰릴
레베카 미셸 "미키" 셰릴(Rebecca Michelle "Mikie" Sherrill, 1972년 1월 19일 ~ )는 미국의 정치인이다.

## 학력
- 미국 해군사관학교 이학사
- 런던 정치경제대학교 과학 석사
- 카이로 아메리칸 대학교 아랍어학과정 수료
- 조지타운 대학교 법무박사

## 경력
- 미합중국 해군 예비역 중위
- 커클랜드 & 엘리스 소송부 변호사
- 뉴저지 연방검찰청 검사보
- 2019.01 ~ 제116·117·118·119대 미국 뉴저지주 제11구 연방하원의원

## 역대 선거 결과
| 선거명      | 직책명                       | 대수  | 정당   | 득표율 | 득표수    | 결과 | 당락                   |
| ----------- | ---------------------------- | ----- | ------ | ------ | --------- | ---- | ---------------------- |
| 2018년 선거 | 하원의원 (뉴저지 제11선거구) | 116대 | 민주당 | 56.77% | 183,684표 | 1위  | 뉴저지주 하원의원 당선 |
| 2020년 선거 | 하원의원 (뉴저지 제11선거구) | 117대 | 민주당 | 53.30% | 235,163표 | 1위  | 뉴저지주 하원의원 당선 |
| 2022년 선거 | 하원의원 (뉴저지 제11선거구) | 118대 | 민주당 | 58.99% | 161,436표 | 1위  | 뉴저지주 하원의원 당선 |
| 2024년 선거 | 하원의원 (뉴저지 제11선거구) | 119대 | 민주당 | 56.53% | 222,583표 | 1위  | 뉴저지주 하원의원 당선 |
| 2025년 선거 | 뉴저지 주지사                | 57대  | 민주당 | %      | 표        | 위   |                        |

## 참고 자료
- 위키미디어 공용에 미키 셰릴 관련 미디어 분류가 있습니다.